# Candidia pingtungensis
Candidia pingtungensis es una especie de peces de la familia de los
Cyprinidae en el orden de los Cypriniformes.

## Morfología
- Los machos pueden llegar alcanzar los 11,4 cm de longitud total.
- Número de  vértebras: 44-46.[1]

## Hábitat
Es un pez de agua dulce y de clima subtropical.

## Distribución geográfica
Se encuentran en Asia: Taiwán.